# Comité Europeo de Hockey sobre Patines
El Comité Europeo de Hockey sobre Patines (en francés Comité européen de rink-hockey -CERH-) es el comité técnico principal que está a cargo de las competiciones de hockey sobre patines en Europa. Fue fundado en 1976 y tiene su sede en Lisboa (Portugal). Se encuentra bajo la autoridad de la Confederación Europea de Patinaje (CERS) (en francés Confédération européenne de roller-skating). El CERH es parte de la FIRS.

## Competiciones
El CERH organiza competiciones entre clubes y selecciones nacionales a nivel europeo 
- Selecciones nacionales
  - Campeonato europeo de hockey sobre patines masculino
  - Campeonato europeo de hockey sobre patines Sub-23 masculino
  - Campeonato europeo de hockey sobre patines Sub-19 masculino
  - Campeonato europeo de hockey sobre patines Sub-17 masculino
  - Campeonato europeo de hockey sobre patines femenino
  - Campeonato europeo sub-20 de hockey sobre patines femenino
  - Campeonato europeo sub-17 de hockey sobre patines femenino
  - Copa Latina (hockey sobre patines) (actualmente sub-23)
- Clubes
  - Copa de Europa de hockey sobre patines
  - Copa de la CERS
  - Copa Continental de Hockey sobre patines
  - Recopa de Europa de hockey sobre patines (extinta)
  - Torneo Ciudad de Vigo (extinto)
  - Copa de Europa de hockey sobre patines femenino